# 国鉄タ1200形貨車
国鉄タ1200形貨車（こくてつタ1200がたかしゃ）は、かつて日本国有鉄道（国鉄）およびその前身である鉄道省等に在籍したガソリン専用の12 t積二軸貨車である。
ほとんどは鉄道省（国鉄）自らが所有する貨車であったが、昭和石油が所有する私有貨車もあった。

## 概要
タ1200形は、鉄道省所有のガソリン専用12 t積タンク車として1934年（昭和9年）8月9日に川崎車輛にて5両が製造された。その後増備が続けられ合計30両（タ1200 - タ1229）が常備駅指定貨車として配置された。鉄道省自らが所有した理由は気動車（ガソリンカー）の燃料輸送の為である。戦後の一時期は大半の車両が連合軍専用車の指定を受け運用された。
戦後一段落した1949年（昭和24年）10月28日に2両（タ1230・タ1233）、同年12月23日に4両（タ1231・タ1232・タ1234・タ1235）が昭和石油所有の私有貨車として飯野重工業にて製造された。その常備駅は、桜島駅と東新潟港駅に3両ずつ配置された。
1979年（昭和54年）10月より化成品分類番号「燃32」（燃焼性の物質、引火性液体、危険性度合1（大））が標記された。
キセ（外板）なしドーム付きタンク車であり、荷役方式はマンホールによる上入れ、吐出管による下出し式である。
塗色は、黒であり、全長は7,830 mm、全幅は2,200 mm、全高は3,880 mm、軸距は3,900 mm、実容積は17.0 m3、自重は11.8 t、換算両数は積車2.4、空車1.2、車軸は12 t長軸であった。
1980年（昭和55年）11月20日に最後まで在籍した車両1両（タ1231）が廃車になり、同時に形式消滅となった。